# Ascensor de televisor

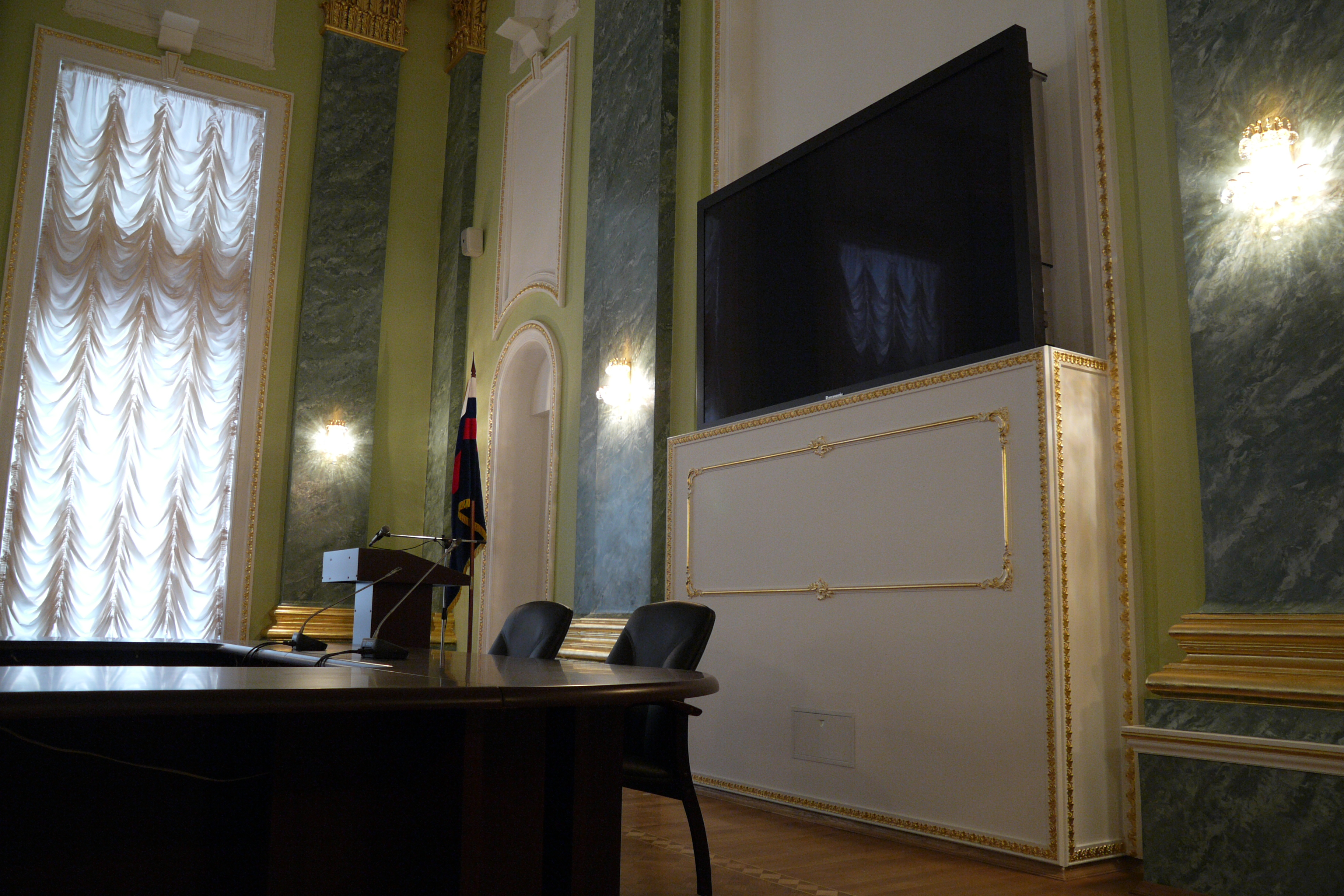
Dispositiu d'elevació vertical Pop-Up

 Un Televisor-Lift, abreujat TV-Lift, Lift de pantalles planes o també sistema d'elevació de pantalles planes, és un sistema que serveix perquè els televisors puguin sortir dels mobles, sostres o envans en sentit vertical o horitzontal mitjançant un dispositiu elèctric. La raó principal per a l'ús d'un sistema d'elevació de TV és l'encaix d'un televisor en el disseny de l'habitació, sense que el televisor desentoni en ell. Els dispositius d'elevació de televisors, a causa dels alts costos que comporten els projectes globals associats amb ell, són considerats un producte de luxe i s'utilitzen sobretot en apartaments de luxe, sales de conferències, jets privats i iots.

## Història
Els primers dispositius d'elevació de televisors van irrompre a principis de 1950 al mercat nord-americà. A causa de les peculiaritats dels antics televisors amb tecnologia de tub de rajos catòdics, aquests dispositius eren generalment molt grans i pesants, per la qual cosa requerien molt espai per al seu muntatge. Al principi, els dispositius d'elevació de televisors existents eren principalment dispositius que propulsaven el televisor cap amunt i cap a l'exterior d'un moble o d'un envà de separació de l'habitació. Els dispositius verticals d'elevació des del sostre es van utilitzar per primera vegada a mitjan dècada dels setanta lloc que la indústria de la televisió en aquest període produïa televisors de tub més plans i lleugers. A principis dels anys 2000, amb la introducció de pantalles de plasma, es van introduir en el comprat sistemes menys voluminosos (dispositius de Flatlift). Després que els televisors de LEDs més lleugers substituïssin la tecnologia de pantalla plana de plasma en el 2011, la tècnica es va poder simplificar encara més.

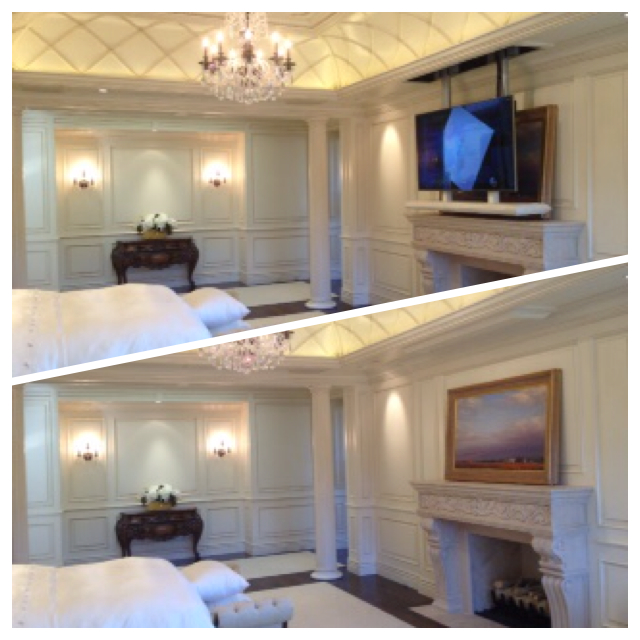
Dispositiu d'elevació de sostre per a televisors Pop-Down

## Tipus i dissenys de dispositius d'elevació de TV
Els següents sistemes tenen en comú una regla general, i és que en la majoria dels casos l'aparell de televisió està muntat amb l'estàndard de suport Vesa o integrat en aquest. Existeix un adaptador pels estàndards divergents. D'altra banda, en la majoria dels casos, és factible realitzar una combinació a partir dels següents dispositius amb diferents solucions de tapes.

### Pop-Up

tv grua de sostre

Els sistemes d'elevació de televisors estan disponibles amb diferents dissenys. El disseny més generalment utilitzat en el mètode vertical és un sistema de tubs compost de diversos elements constructius que, accionats mitjançant unes clavegueres internes i diversos motors elèctrics, són redreçats i propulsats cap amunt. Gràcies a aquest mecanisme de moviment de cadascun dels tubs, el televisor canvia la seva posició. El funcionament de tubs verticals centrat, que és el més utilitzat, està equipat en la part inferior d'un peu de suport que assegura un muntatge estable en l'objecte de la instal·lació.
Depenent del fabricador, també s'utilitza, per a llacunes aplicacions verticals del dispositiu d'elevació de televisors, el sistema constructiu en forma d'O. En aquest sistema constructiu en O, una plataforma extreu el televisor cap a l'exterior del moble gràcies a un motor tubular. Aquest tipus de construcció de dispositiu d'elevació del televisor en forma d'O és considerat antiquat avui dia.

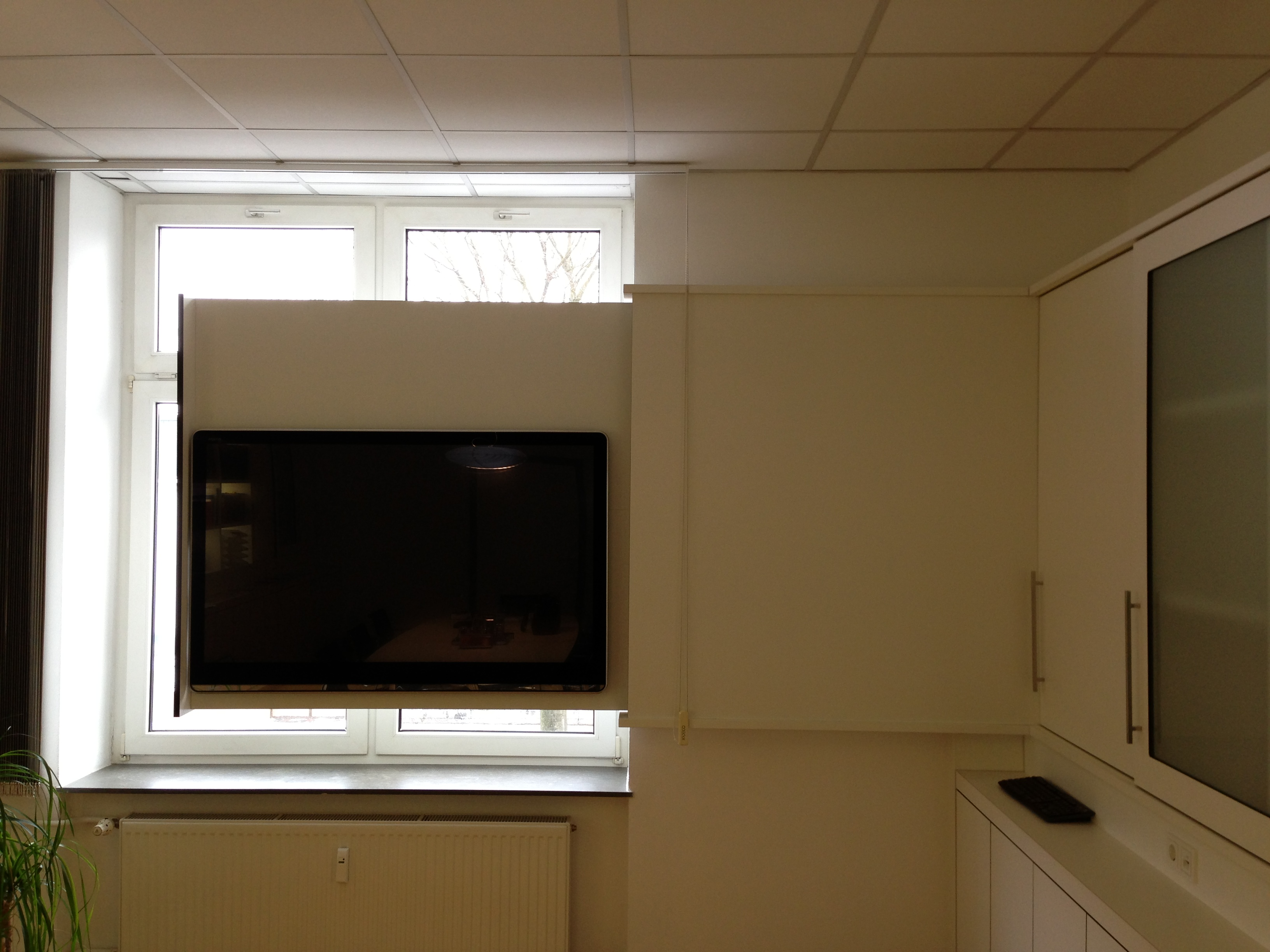
tv- desplegui de costat

### Pop-Down
En el cas dels sistemes d'elevació de televisors de sostre retràctils verticalment, el disseny del sistema és similar òpticament al dels sistemes d'elevació de TV verticals, però, a causa que l'esforç és realitzat mitjançant tracció, s'utilitzen motors i components homologats i dimensionaments especialment per a aquests tipus de sistemes. Aquests són molt més cars que els mateixos components basats en una aplicació per embranzida a causa que els primers han de compensar majors forces de subjecció.
La solució de tapa es realitza de forma congruent amb els sistemes d'elevació de TV Pop-Up, només que en l'adreça oposada.
Sistema d'elevació amb sortida lateral
Els sistemes d'elevació de televisors amb sortida lateral s'utilitzen principalment en mobles o envans intermedis. Per mitjà d'una o diverses guies i motors, és possible fer sortir lateralment el televisor d'un moble o d'una paret. Alguns fabricants proposen en models especials fins i tot una rotació amb el dispositiu en estat estès. Això permet que la TV pugui sortir lateralment de l'armari i que després pivot en una adreça de l'habitació, la qual cosa possibilita la lliure elecció de la distribució dels seients i de la seva orientació.

### Sistemes d'elevació de monitors
La concepció d'un sistema d'elevació del monitor és en gran manera similar al sistema d'elevació vertical de televisors Pop-Up, excepte que la mímica del motor i el sistema elèctric estan muntats a l'interior d'un mòdul de xapa. El sistema està dissenyat per a petites grandàries de monitors de PC. S'utilitzen principalment en taules de sales de conferència per estalviar espai. Els sistemes d'elevació de monitor s'insereixen des d'a dalt en un buit de la taula realitzat per un fuster o ebenista i es fixen per mitjà de cargols per sota a la base del buit de la taula. La part superior del sistema d'elevació del monitor és sovint una placa superior d'acer inoxidable poliment. Mitjançant la pulsació d'un botó, una tapa amb la forma de la secció del buit de la taula es retreu cap enrere i cap a l'interior del dispositiu d'elevació del monitor i li deixa el camí lliure cap a l'exterior. Aquest últim es desplaça automàticament cap amunt i una vegada en la seva posició final, pot ser inclinat elèctricament si es vol. Alguns fabricants fabriquen el dispositiu d'elevació amb pantalles incorporades. Existeixen sistemes d'elevació de monitors en diverses grandàries, de 15 polzades a 42 polzades.

### Sistema d'elevació per a panells de la paret

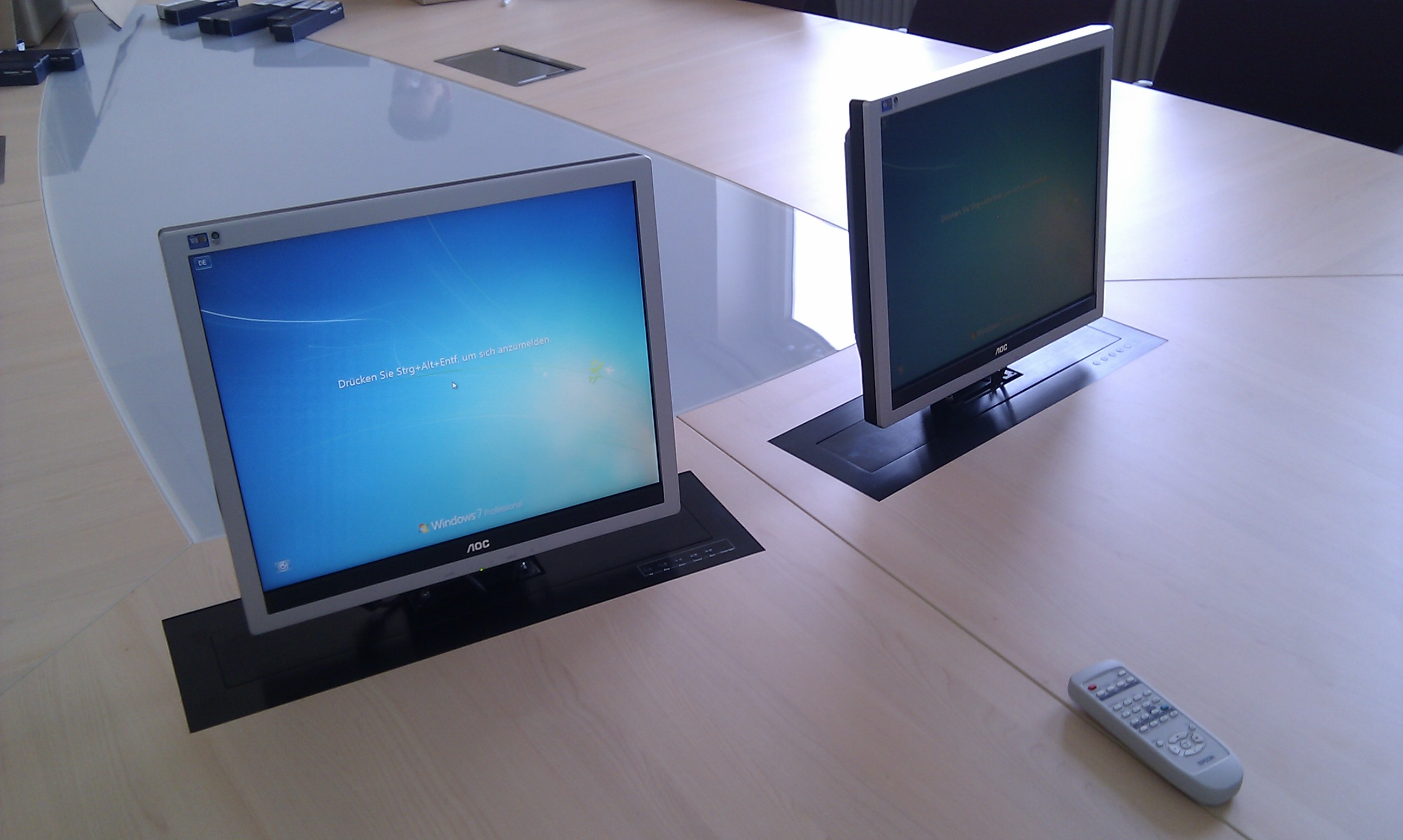
Sistema d'elevació de monitors

Quan un panell de la paret canvia automàticament, existeixen les més diferents versions. Alguns sistemes funcionen amb carrils de guia i cables amb corrioles, altres sistemes, per contra, ho fan mitjançant ranures i corretges. Bàsicament, s'aconsegueix el mateix efecte amb tots els sistemes malgrat les diferents versions. El televisor espera darrere d'un panell de la paret que està al ras d'aquesta. Mitjançant una pressió sobre el motor, el panell de la paret es mou cap a l'interior i, depenent del lloc de muntatge, s'eleva o descendeix automàticament i allibera així l'espai per al televisor. El televisor avança en lloc del panell de la paret fins a quedar al ras de la paret. En les construccions especials, el televisor pot rotar o pivotar en diferents adreces.

### Sistema d'elevació de quadres/fotos de gran format

sistema elevador imatge

El sistema d'elevació de quadres/fotos de gran format està compost, en la majoria de casos, d'un marc d'alumini. Aquest sistema amaga el televisor instal·lat en un buit de la paret. Existeixen sistemes d'elevació de quadres/fotos de gran format en diferents grandàries per a diferents grandàries de quadres/fotos de gran format. En els sistemes d'elevació professionals de quadres/fotos de gran format, la part posterior del marc pot ser ancorada, subjectada mitjançant pinces o cargolada. Mitjançant el botó del control remot, el dispositiu d'elevació de quadres/fotos de gran format desplaça el quadre/foto de gran format cap amunt o cap avall i buida d'aquesta manera la vista cap al televisor. Alguns fabricants realitzen models especials amb una combinació del dispositiu d'elevació de quadres/fotos de gran format i la possibilitat de gir del televisor.

### Sistema giratori del televisor
El sistema giratori de televisors és simplement cargolat com els suports murals per a pantalles planes convencionals, o cargolant en un armari o moble. Depenent de l'adreça de muntatge, el sistema giratori de televisors pot pivotar cap a l'esquerra o cap a la dreta. Això permet veure la televisió des de perspectives diferents i canviants. Els sistemes de televisió giratoris poden combinar-se en models especials, entre ors, amb altres aparells, aconseguint-se així una instal·lació de televisors invisible. Alguns fabricants ofereixen a més la programabilitat de l'angle de gir amb una exactitud d'un grau.

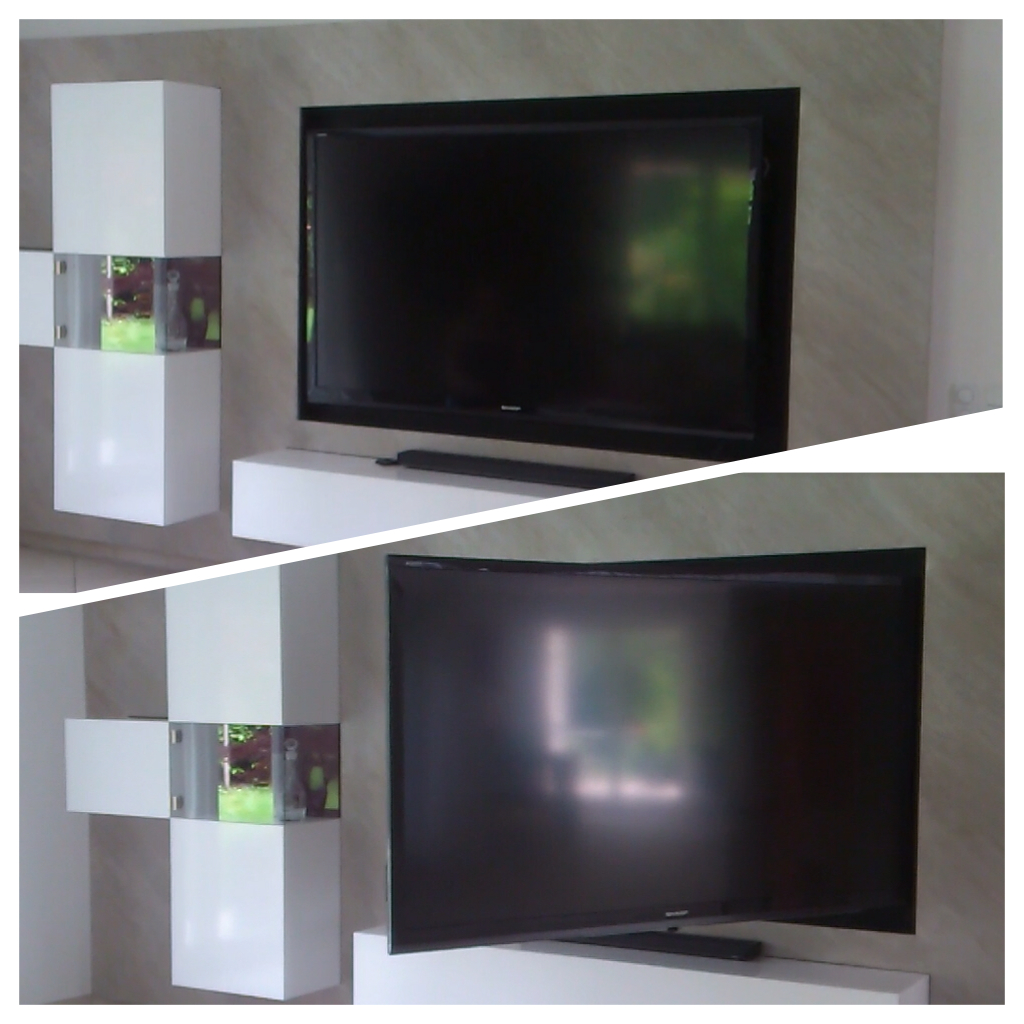
sistema giratori de tv

El sistema giratori de televisors és simplement cargolat com els suports murals per a pantalles planes convencionals, o cargolant en un armari o moble. Depenent de l'adreça de muntatge, el sistema giratori de televisors pot pivotar cap a l'esquerra o cap a la dreta. Això permet veure la televisió des de perspectives diferents i canviants. Els sistemes de televisió giratoris poden combinar-se en models especials, entre ors, amb altres aparells, aconseguint-se així una instal·lació de televisors invisible. Alguns fabricants ofereixen a més la programabilitat de l'angle de gir amb una exactitud d'un grau.

### Sistema d'elevació de videoprojectors ou de projectors

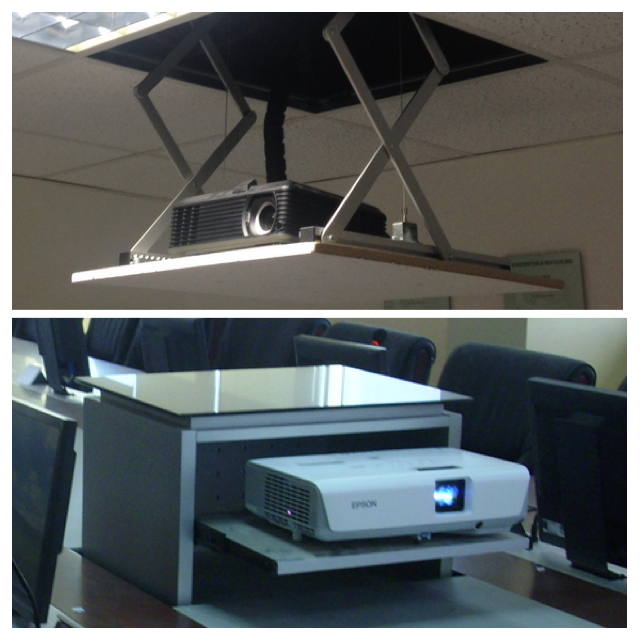
Sistema d'elevació de videoprojectors o de projectors

A més dels sistemes d'elevació de televisors, existeixen també l'el sistema d'elevació parell de videoprojectors o de projectors. En aquests sistemes d'elevació de videoprojectors existeixen dos grups d'aparells. Existeix, d'una banda, el dispositiu d'elevació de videoprojectors que els fa baixar verticalment pel fals sostre i existeix, d'altra banda, dispositius d'elevació de videoprojectors per a una integració en un pupitre o un moble. En l'últim cas, el projector surt verticalment i cap amunt del moble o de la taula. La concepció dels dos sistemes és generalment en alumini ultralleuger. Gràcies a un mecanisme d'estisores o a guies especials, en la majoria de les aplicacions s'aconsegueix un guiat de l'aparell estable. El motor d'un sistema d'elevació de videoprojectors està compost sovint per un motor tubular, o per un altre motor elèctric que fa girar un arbre. La plataforma inferior sobre la qual aquest recolza el videoprojector pot descendir gràcies a corretges o cadenes. Els sistemes d'elevació de videoprojectors existeixen en versions ultraplanes i fins i tot en versions "Stage" (per a plataformes) amb una elevació de 5 metres o més, així com amb una capacitat de càrrega de diverses centenes de quilos.

## Trapes de sostres
Si el sistema d'elevació de televisors aquesta integrat en moble, en el sostre d'una habitació o en un fals sostre, existeixen diferents solucions amb trapes de sostre :
- Tapa retràctil amb frontisses, que és pressionada pel dispositiu d'elevació de televisor
- Tapa flotant que es mou surt al costat del televisor
- un calaix de revestiment del televisor o carcassa es desplaça cap a l'exterior
- solució automàtica, la tapa és empesa cap a fora i es retreu cap a l'interior del moble.

Aquesta última solució s'utilitza principalment, a causa dels costos addicionals d'una tapa o coberta elèctrica, en iots, perquè la tapa ha de ser guiada sempre a causa dels moviments de cabotejo i balanceig del vaixell. No obstant això, existeixen també projectes en terra, en els quals, per raons estètiques, el moviment de la tapa es controla elèctricament.

## Mesures de seguretat
Alguns sistemes d'elevació de TV poden ser equipats amb vores sensibles o amb un sistema de vigilància anticol·lisió programable. Aquest últim és absolutament necessari per als sistemes que funcionen automàticament. Si el sistema d'elevació del televisor posseeix un interruptor de vigilància, aquest sistema es detindrà tan aviat com l'operador deixi anar el botó del receptor radio. En el sistema de vigilància anticol·lisió es mesura el consum de corrent a cada moment. Si aquest consum augmenta en un curt termini fins a aconseguir un bec, la caixa de control s'atura i fa que el televisor es desplaci en l'adreça oposada amb la finalitat d'extreure l'obstacle que impedeix el seu moviment.